# Баркер-Гайтс (Північна Кароліна)
Баркер-Гайтс (англ. Barker Heights) — переписна місцевість (CDP) в США, в окрузі Гендерсон штату Північна Кароліна. Населення — 1249 осіб (2020).

## Географія
Баркер-Гайтс розташований за координатами 35°18′35″ пн. ш. 82°26′27″ зх. д. / 35.30972° пн. ш. 82.44083° зх. д. (35.309849, -82.440961).  За даними Бюро перепису населення США в 2010 році переписна місцевість мала площу 2,63 км², з яких 2,63 км² — суходіл та 0,00 км² — водойми.

## Демографія
Згідно з переписом 2010 року, у переписній місцевості мешкали 1254 особи в 466 домогосподарствах у складі 317 родин. Густота населення становила 477 осіб/км².  Було 533 помешкання (203/км²).
Расовий склад населення:
| - 70,7 % — білих - 4,8 % — чорних або афроамериканців - 1,2 % — корінних американців - 0,5 % — азіатів - 0,3 % — вихідців з тихоокеанських островів - 20,3 % — осіб інших рас |

До двох чи більше рас належало 2,2 %. Частка іспаномовних становила 36,4 % від усіх жителів.
За віковим діапазоном населення розподілялося таким чином: 28,9 % — особи молодші 18 років, 58,3 % — особи у віці 18—64 років, 12,8 % — особи у віці 65 років та старші. Медіана віку мешканця становила 31,9 року. На 100 осіб жіночої статі у переписній місцевості припадало 100,0 чоловіків;  на 100 жінок у віці від 18 років та старших — 96,9 чоловіків також старших 18 років.
Середній дохід на одне домашнє господарство  становив 39 194 долари США (медіана — 30 905), а середній дохід на одну сім'ю — 45 389 доларів (медіана — 40 208). За межею бідності перебувало 24,2 % осіб, у тому числі 37,0 % дітей у віці до 18 років та 0,0 % осіб у віці 65 років та старших.
Цивільне працевлаштоване населення становило 695 осіб. Основні галузі зайнятості: виробництво — 22,0 %, роздрібна торгівля — 19,4 %, мистецтво, розваги та відпочинок — 14,2 %, освіта, охорона здоров'я та соціальна допомога — 9,5 %.